# 汉城街道 (新野县)
汉城街道，是中华人民共和国河南省南阳市新野县下辖的一个乡镇级行政单位。

## 行政区划
汉城街道下辖以下地区：
解放街社区、民主街社区、东关社区、南关社区、西关社区、北关社区、红旗社区、卢庄社区和张营社区。